# Paspalum millegranum
Paspalum millegranum är en gräsart som beskrevs av Heinrich Adolph Schrader. Paspalum millegranum ingår i släktet tvillinghirser, och familjen gräs. Inga underarter finns listade i Catalogue of Life.